# Bodos
Els bodos són un conjunt de pobles d'origen mongol que parlen una Llengua tibetobirmana (bara, garo, dimasa, etc.) esteses per una zona compresa des del sud del Bhutan, l'Assam, fins a l'est de Tripura (un milió i mig d'individus aproximadament). A Assam, però, hi són més nombrosos i han fet més reivindicacions.
Són agricultors i ramaders i coneixen la tecnologia dels metalls, la ceràmica i el teixit. Llur organització familiar és patrilineal, amb restes d'organització matrilineal entre els garos. Han rebut una forta influència de la civilització hindú i han adoptat parialment el sistema de castes. Llurs creences religioses han influït en el tantrisme.
En els darrers anys una part important del poble s'ha aixecat contra l'Índia, reclamant un estat separat o fins i tot la independència. Una treva amb un dels dos grups guerrillers (el Bodoland Liberation Tiger Force, BLTF) abans Bodo Liberation Tiger, es va establir el 2003.
- Vegeu també: Bodoland